# زاخنرین پی۲۴۰
زاخنرین پی۲۴۰ (Sachsenring P240) خودرویی است که در سال‌های ۱۹۵۶ تا ۱۹۵۹تولید شده‌است.
این خودرو در کلاس خودرو لوکس قرار گرفته، طراحی آن خودروهای موتور جلو-محور عقب بوده است.
موتور آن ۲۴۰۷ سی‌سی است.

## نگارخانه

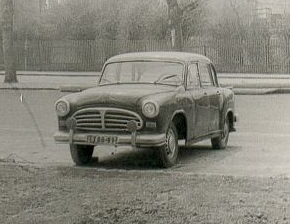
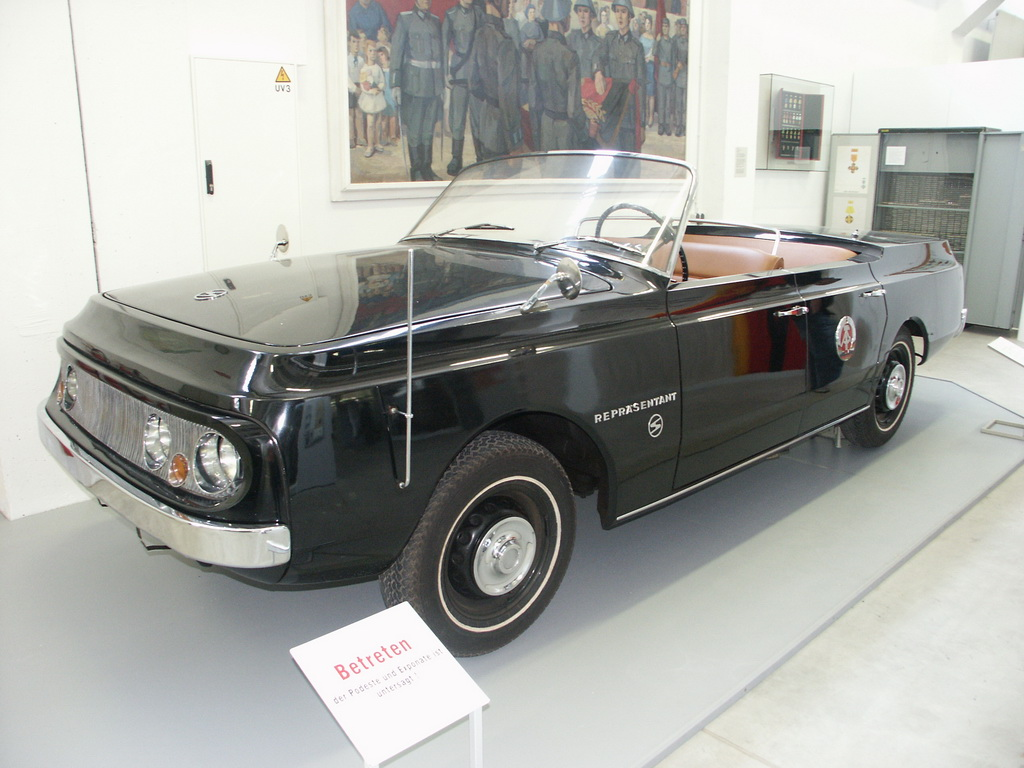